# Tres Cruces, Chiapas
Tres Cruces är en ort i Mexiko.   Den ligger i kommunen Chamula och delstaten Chiapas, i den sydöstra delen av landet, 700 km öster om huvudstaden Mexico City. Tres Cruces ligger 2 308 meter över havet och antalet invånare är 372.
Terrängen runt Tres Cruces är huvudsakligen kuperad, men västerut är den bergig. Runt Tres Cruces är det tätbefolkat, med 550 invånare per kvadratkilometer. Närmaste större samhälle är San Cristóbal de las Casas, 9,8 km sydost om Tres Cruces. I omgivningarna runt Tres Cruces växer huvudsakligen savannskog.